# Ралли Сан-Ремо 1967
Ралли Сан-Ремо 1967 года (официально Rallye dei Fiori 1967, Ралли цветов) — третий этап чемпионата Европы по ралли, проходивший с 22 по 26 февраля. Это 7-е Ралли Сан-Ремо в истории. Этап проходил на асфальтовом покрытии, общая протяженность гоночной дистанции составила 123.8 км. На старт вышло 96 экипажей и 50 из них финишировали.

## Результаты

### Турнирная таблица
| Место | Пилот                 | Штурман             | Автомобиль             |
| ----- | --------------------- | ------------------- | ---------------------- |
| 1     | Жан-Франсуа Пио       | Клод Рур            | Renault 8 Gordini      |
| 2     | Пэдди Хопкирк (англ.) | Рональд Креллин     | Mini Cooper S          |
| 3     | Уве Андерссон         | Джон Дэвенпорт      | Lancia Fulvia Coupé HF |
| 4     | Тони Фолл             | Майк Вуд            | Mini Cooper S          |
| 5     | Вик Элфорд            | Дэвид Стоун         | Lancia Fulvia Coupé HF |
| 6     | Жан-Клод Ожье (фр.)   | Люсетт Пуанте       | Citroën DS 21          |
| 7     | Лео Челла             | Лючиано Ломбардини  | Lancia Fulvia Coupé HF |
| 8     | Джулио Бизулли        | Луиджи Андреуччи    | Lancia Fulvia Coupé HF |
| 9     | Зеффирино Филиппи     | Альберто дель Поццо | Renault 8 Gordini      |
| 10    | Брайан Калчеф         | Джонстон Сайер      | Mini Cooper S          |

### Сходы
Неполный список
| Пилот         | Штурман           | Автомобиль        | Причина         |
| ------------- | ----------------- | ----------------- | --------------- |
| Сандро Мунари | Джордж Харрис     | Lancia Fulvia     | Масляный картер |
| Жан Винатье   | Жан-Франсуа Жакоб | Renault 8 Gordini | Подвеска        |